# ژیان‌مرغ بیشه دمگاه‌سرخ
ژیان‌مرغ بیشه دمگاه‌سرخ (نام علمی: Cnemarchus erythropygius) گونه‌ای از پرندگان تیرهٔ ژیان‌مرغان (Tyrannidae) است که در بولیوی، کلمبیا، اکوادور و پرو یافت می‌شود. زیستگاه طبیعی آن جنگل‌های کوهستانی نمناک نیمه‌گرمسیری یا گرمسیری و مراتع مرتفع نیمه‌گرمسیری یا گرمسیری است.